# Andrônico Tarcaniota
Andrônico Tarcaniota (em grego: Ανδρόνικος Ταρχανειώτης; romaniz.: Andrónikos Tarchaneiotes; m. 1283) foi um grande conostaulo membro da família Tarcaniota filho do grande doméstico Nicéforo Tarcaniota e irmão do protovestiário Miguel Tarcaniota e do general João Tarcaniota. Casou-se com uma filha de João Ducas Comneno Ângelo em um casamento arranjado pelo imperador Miguel VIII Paleólogo em sua política para estabelecer relações estreitas com João. Seu plano, no entanto, não foi bem sucedido e Andrônico apoiou seu sogro contra o imperador. Posteriormente devido a desentendimentos familiares, Andrônico retoma seu apoio ao imperador Miguel e acaba por derrotar deu sogro.